# Општина Пуебла (Пуебла)
Пуебла (шп. Puebla) општина је у Мексику у савезној држави Пуебла. Општина се налази на надморској висини од 2147 м.

## Становништво
Према подацима из 2010. у општини је живело 1539819 становника.

### Хронологија
| Година       | 2000                      | 2005                      | 2010                      |
| ------------ | ------------------------- | ------------------------- | ------------------------- |
| Становништво | 1346916 (644480 / 702436) | 1485941 (710356 / 775585) | 1539819 (734352 / 805467) |

### Попис
| \| \| м \| \| \| ж \| \| 0—2 \| 37.173 \| \| \| 35.838 \| \| 3—5 \| 41.337 \| \| \| 39.688 \| \| 6—11 \| 84.632 \| \| \| 82.333 \| \| 12—14 \| 40.139 \| \| \| 39.088 \| \| 15—17 \| 41.798 \| \| \| 41.762 \| \| 18—24 \| 96.506 \| \| \| 101.267 \| \| 60+ \| 57.875 \| \| \| 77.342 \| \| Просек : \| 29,5 \| \| \| 31,2 \| |        |  |  |         |
| |        |  |  |         |
| | м      |  |  | ж       |
| 0—2 | 37.173 |  |  | 35.838  |
| 3—5 | 41.337 |  |  | 39.688  |
| 6—11 | 84.632 |  |  | 82.333  |
| 12—14 | 40.139 |  |  | 39.088  |
| 15—17 | 41.798 |  |  | 41.762  |
| 18—24 | 96.506 |  |  | 101.267 |
| 60+ | 57.875 |  |  | 77.342  |
| Просек : | 29,5   |  |  | 31,2    |

| #   | Индикатор                                                                                        | Вредност |
| --- | ------------------------------------------------------------------------------------------------ | -------- |
| 1   | Становништво од 0 до 2 године                                                                    | 73011    |
| 2   | Мушко становништво од 0 до 2 године                                                              | 37173    |
| 3   | Женско становништво од 0 до 2 године                                                             | 35838    |
| 4   | Становништво са 3 и више година                                                                  | 1429602  |
| 5   | Мушко становништво са 3 и више година                                                            | 678555   |
| 6   | Женско становништво са 3 и више година                                                           | 751047   |
| 7   | Становништво са 5 и више година                                                                  | 1375739  |
| 8   | Мушко становништво са 5 и више година                                                            | 651103   |
| 9   | Женско становништво са 5 и више година                                                           | 724636   |
| 10  | Становништво са 12 и више година                                                                 | 1181612  |
| 11  | Мушко становништво са 12 и више година                                                           | 552586   |
| 12  | Женско становништво са 12 и више година                                                          | 629026   |
| 13  | Становништво са 15 и више година                                                                 | 1102385  |
| 14  | Мушко становништво са 15 и више година                                                           | 512447   |
| 15  | Женско становништво са 15 и више година                                                          | 589938   |
| 16  | Становништво са 18 и више година                                                                 | 1018825  |
| 17  | Мушко становништво са 18 и више година                                                           | 470649   |
| 18  | Женско становништво са 18 и више година                                                          | 548176   |
| 19  | Становништво од 3 до 5 година                                                                    | 81025    |
| 20  | Мушко становништво од 3 до 5 година                                                              | 41337    |
| 21  | Женско становништво од 3 до 5 година                                                             | 39688    |
| 22  | Становништво од 6 до 11 година                                                                   | 166965   |
| 23  | Мушко становништво од 6 до 11 година                                                             | 84632    |
| 24  | Женско становништво од 6 до 11 година                                                            | 82333    |
| 25  | Становништво од 8 до 14 година                                                                   | 190937   |
| 26  | Мушко становништво од 8 до 14 година                                                             | 96923    |
| 27  | Женско становништво од 8 до 14 година                                                            | 94014    |
| 28  | Становништво од 12 до 14 година                                                                  | 79227    |
| 29  | Мушко становништво од 12 до 14 година                                                            | 40139    |
| 30  | Женско становништво од 12 до 14 година                                                           | 39088    |
| 31  | Становништво од 15 до 17 година                                                                  | 83560    |
| 32  | Мушко становништво од 15 до 17 година                                                            | 41798    |
| 33  | Женско становништво од 15 до 17 година                                                           | 41762    |
| 34  | Становништво од 18 до 24 године                                                                  | 197773   |
| 35  | Мушко становништво од 18 до 24 године                                                            | 96506    |
| 36  | Женско становништво од 18 до 24 године                                                           | 101267   |
| 37  | Женско становништво од 15 до 49 година                                                           | 441104   |
| 38  | Становништво са 60 и више година                                                                 | 135217   |
| 39  | Мушко становништво са 60 и више година                                                           | 57875    |
| 40  | Женско становништво са 60 и више година                                                          | 77342    |
| 41  | Однос између мушкараца и жена                                                                    | 91.17    |
| 42  | Становништво од нуле до 14 година                                                                | 400228   |
| 43  | Становништво од 15 до 64 године                                                                  | 1012362  |
| 44  | Становништво од 65 година и више                                                                 | 90023    |
| 45  | Просечан број деце                                                                               | 1.98     |
| 46  | Становништво рођено у ентитету                                                                   | 1277582  |
| 47  | Мушко становништво рођено у ентитету                                                             | 614683   |
| 48  | Женско становништво рођено у ентитету                                                            | 662899   |
| 49  | Становништво рођено у другом ентитету                                                            | 214380   |
| 50  | Мушко становништво рођено у другом ентитету                                                      | 95756    |
| 51  | Женско становништво рођено у другом ентитету                                                     | 118624   |
| 52  | Становништво од 5 година и више резидентно у ентитету у јуну 2005. године                        | 1319589  |
| 53  | Мушко становништво старосног доба од 5 година и више, резидентно у ентитету у јуну 2005. године  | 623329   |
| 54  | Женско становништво старосног доба од 5 и више година, резидентно у ентитету у јуну 2005. године | 696260   |
| 55  | Становништво од 5 година и више које је живело у другом ентитету у јуну 2005. године             | 42160    |
| 56  | Мушко становништво старије од 5 година које је живело у другом ентитету у јуну 2005. године      | 20146    |
| 57  | Женско становништво старије од 5 година које је живело у другом ентитету у јуну 2005. године     | 22014    |
| 58  | Становништво од 3 године и више које говори аутохтони језик                                      | 47667    |
| 59  | Мушко становништво старо 3 године и више које говори аутохтони језик                             | 23441    |
| 60  | Женско становништво старо 3 године и више које говори аутохтони језик                            | 24226    |
| 61  | Становништво од 3 године и више које говори аутохтони језик и не говори шпански језик            | 685      |
| 62  | Мушко становништво старо 3 године и више које говори аутохтони језик и не говори шпански         | 181      |
| 63  | Женско становништво старо 3 године и више које говори аутохтони језик и не говори шпански језик  | 504      |
| 64  | Становништво старо 3 године и више које говори аутохтони језик и шпански                         | 43083    |
| 65  | Мушко становништво старо 3 године и више које говори аутохтони језик и шпански                   | 21420    |
| 66  | Женско становништво старо 3 године и више које говори аутохтони језик и шпански                  | 21663    |
| 67  | Становништво од 5 година и више које говори аутохтони језик                                      | 47199    |
| 68  | Становништво од 5 година и више које говори аутохтони језик и не говори шпански језик            | 678      |
| 69  | Становништво од 5 година и више које говори аутохтони језик и говори шпански језик               | 42712    |
| 70  | Становништво у домородачким домаћинствима                                                        | 95132    |
| 71  | Становништво са ограничењима у активностима                                                      | 46977    |
| 72  | Становништво са ограниченим ходањем или кретањем, горе или доле                                  | 24327    |
| 73  | Становници са ограничењима вида, чак и уз кориштење сочива                                       | 13623    |
| 74  | Становништво са ограничењима говора, комуникације или конверзације                               | 3459     |
| 75  | Становништво са ограниченим слухом                                                               | 4801     |
| 76  | Становништво са ограничењима при одевању, купању или јелу                                        | 2147     |
| 77  | Становништво са ограничењима у опажању или учењу једноставних ствари                             | 2047     |
| 78  | Становништво са менталним ограничењима                                                           | 4938     |
| 79  | Становништво без ограничења активности                                                           | 1446682  |
| 80  | Становништво од 3 до 5 година које не похађа школу                                               | 24872    |
| 81  | Мушко становништво од 3 до 5 година које не похађа школу                                         | 12690    |
| 82  | Женско становништво од 3 до 5 година које не похађа школу                                        | 12182    |
| 83  | Становништво од 6 до 11 година које не похађа школу                                              | 4317     |
| 84  | Мушко становништво од 6 до 11 година које не похађа школу                                        | 2273     |
| 85  | Женско становништво од 6 до 11 година које не похађа школу                                       | 2044     |
| 86  | Становништво од 12 до 14 година које не похађа школу                                             | 4696     |
| 87  | Мушко становништво од 12 до 14 година које не похађа школу                                       | 2523     |
| 88  | Женско становништво од 12 до 14 година које не похађа школу                                      | 2173     |
| 89  | Становништво од 15 до 17 година похађа школу                                                     | 64752    |
| 90  | Мушко становништво од 15 до 17 година похађа школу                                               | 32137    |
| 91  | Женско становништво између 15 и 17 година живота у школи                                         | 32615    |
| 92  | Становништво од 18 до 24 године похађа школу                                                     | 82663    |
| 93  | Мушко становништво од 18 до 24 године похађа школу                                               | 41040    |
| 94  | Женско становништво од 18 до 24 године похађа школу                                              | 41623    |
| 95  | Становништво од 8 до 14 година које не може да чита и пише                                       | 4245     |
| 96  | Мушко становништво старосног доба од 8 до 14 година које не може да чита и пише                  | 2364     |
| 97  | Женско становништво старосног доби од 8 до 14 година које не може да чита и пише                 | 1881     |
| 98  | Становништво од 15 година и више које је неписмено                                               | 38351    |
| 99  | Мушко становништво од 15 година и више које је неписмено                                         | 11838    |
| 100 | Женско становништво од 15 година и више које је неписмено                                        | 26513    |
| 101 | Становништво старо 15 и више година без школовања                                                | 43811    |
| 102 | Мушко становништво старо 15 и више година без школовања                                          | 14607    |
| 103 | Женско становништво старо 15 и више година без школовања                                         | 29204    |
| 104 | Становништво старосног доба 15 и више година са непотпуним основним образовањем                  | 74241    |
| 105 | Мушко становништво старосног доба од 15 година и више са непотпуном основним образовањем         | 30100    |
| 106 | Женско становништво старосног доба 15 и више година са непотпуном основним образовањем           | 44141    |
| 107 | Становништво старо 15 и више година са комплетним основним образовањем                           | 162008   |
| 108 | Мушко становништво старо 15 година и више са комплетним основним образовањем                     | 70584    |
| 109 | Женско становништво старо 15 и више година са комплетним основним образовањем                    | 91424    |
| 110 | Становништво старосног доба 15 и више година са непотпуним средњим образовањем                   | 43629    |
| 111 | Мушко становништво старосног доба од 15 година и више са непотпуним средњим образовањем          | 23368    |
| 112 | Женско становништво старосног доба од 15 година и више са непотпуним средњим образовањем         | 20261    |
| 113 | Становништво старо 15 и више година са пуним секундарном образовањем                             | 209926   |
| 114 | Мушко становништво старосног доба од 15 година и више са пуним секундарном образовањем           | 102201   |
| 115 | Женско становништво старосног доба од 15 година и више са пуним секундарном образовањем          | 107725   |
| 116 | Становништво старије од 18 година са постосновним образовањем                                    | 526015   |
| 117 | Мушко становништво старије од 18 година са постосновним образовањем                              | 253356   |
| 118 | Женско становништво старије од 18 година са постосновним образовањем                             | 272659   |
| 119 | Просечна оцена школовања                                                                         | 10.34    |
| 120 | Просечан ниво образовања мушке популације                                                        | 10.62    |
| 121 | Просечан ниво образовања женског становништва                                                    | 10.09    |
| 122 | Економски активно становништво                                                                   | 652756   |
| 123 | Економски активна мушка популација                                                               | 399853   |
| 124 | Економски активна женска популација                                                              | 252903   |
| 125 | Становништво које није економски активно                                                         | 523999   |
| 126 | Мушко становништво које није економски активно                                                   | 150228   |
| 127 | Женско становништво које није економски активно                                                  | 373771   |
| 128 | Запослено становништво                                                                           | 623789   |
| 129 | Запослено мушко становништво                                                                     | 379756   |
| 130 | Запослено женско становништво                                                                    | 244033   |
| 131 | Незапослена популација                                                                           | 28967    |
| 132 | Незапослена мушка популација                                                                     | 20097    |
| 133 | Незапослена женска популација                                                                    | 8870     |
| 134 | Становништво без права на здравствене услуге                                                     | 651814   |
| 135 | Становништво које има право на здравствене услуге                                                | 846591   |
| 136 | Становништво које има право на ИМСС                                                              | 577267   |
| 137 | Становништво које има право на социјално осигурање                                               | 67680    |
| 138 | Становништво које има право на државно социјално осигурање                                       | 45598    |
| 139 | Становништво које има право на опште осигурање или здравствено осигурање за нову генерацију      | 94326    |
| 140 | Становништво које је било једном или није било у браку током 12 година и више                    | 441414   |
| 141 | Венчано или уједињено становништво од 12 година и више                                           | 613117   |
| 142 | Становништво које је било у браку или уједињено 12 година и више                                 | 124191   |
| 143 | Становништво са католичком религијом                                                             | 1316212  |
| 144 | Протестанти, еванђелисти и библијски следбеници различити од еванђелиста                         | 118182   |
| 145 | Становништво са другим религијама различитим од претходних                                       | 3061     |
| 146 | Становништво без религије                                                                        | 43968    |
| 147 | Укупно пописаних домаћинства                                                                     | 394155   |
| 148 | Пописна домаћинства на челу са мушкарцима                                                        | 281983   |
| 149 | Пописна домаћинства на челу са женама                                                            | 112172   |
| 150 | Становништво у пописним домаћинствима                                                            | 1497329  |
| 151 | Становништво у пописним домаћинствима на челу са мушкарцима                                      | 1130239  |
| 152 | Становништво у пописним домаћинствима на челу са женама                                          | 367090   |
| 153 | Укупно домаћинстава                                                                              | 504396   |
| 154 | Укупно насељених домаћинстава                                                                    | 406507   |
| 155 | Укупно приватних кућа                                                                            | 492044   |
| 156 | Насељени приватни домови                                                                         | 394155   |
| 157 | Укупно насељених приватних кућа                                                                  | 406408   |
| 158 | Ненасељене приватне куће                                                                         | 72446    |
| 159 | Појединачна домаћинства за привремену употребу                                                   | 25443    |
| 160 | Становници у насељеним приватним кућама                                                          | 1497329  |
| 161 | Насељеност станара у приватним становима                                                         | 3.8      |
| 162 | Просечно становника по соби у приватним насељеним домаћинствима                                  | 0.91     |
| 163 | Појединачна домаћинства са подовима од различитих материјала од земље                            | 381271   |
| 164 | Појединачна домаћинства у приземљу                                                               | 8958     |
| 165 | Појединачна домаћинства са једном спаваћом собом                                                 | 116054   |
| 166 | Појединачна домаћинства са две спаваће собе и више                                               | 276196   |
| 167 | Појединачна домаћинства са једним собом                                                          | 22250    |
| 168 | Појединачна домаћинства са две собе                                                              | 47026    |
| 169 | Појединачна домаћинства са 3 собе и више                                                         | 322341   |
| 170 | Појединачна домаћинства која имају електрично светло                                             | 390959   |
| 171 | Појединачна домаћинства која немају електрично светло                                            | 1548     |
| 172 | Појединачна домаћинства која имају водоводну воду у стамбеном простору                           | 365823   |
| 173 | Појединачна домаћинства која немају водоводну воду у стамбеном простору                          | 25851    |
| 174 | Појединачна домаћинства која имају тоалет                                                        | 387376   |
| 175 | Појединачна домаћинства која имају канализацију                                                  | 384626   |
| 176 | Појединачна домаћинства која немају канализацију                                                 | 6666     |
| 177 | Појединачна домаћинства која имају електрично светло, довод воде из јавне мреже и канализацију   | 362206   |
| 178 | Појединачна домаћинства без икаквих услова                                                       | 2603     |
| 179 | Појединачна домаћинства која имају радио                                                         | 353839   |
| 180 | Појединачна домаћинства која имају телевизор                                                     | 382681   |
| 181 | Појединачна домаћинства која имају фрижидер                                                      | 333558   |
| 182 | Појединачна домаћинства која имају машину за веш                                                 | 275198   |
| 183 | Појединачна домаћинства која имају аутомобил или комби                                           | 172378   |
| 184 | Појединачна домаћинства која имају рачунар                                                       | 158646   |
| 185 | Појединачна домаћинства која имају фиксну телефонску линију                                      | 235674   |
| 186 | Појединачна домаћинства која имају мобилни телефон                                               | 292074   |
| 187 | Појединачна домаћинства која имају приступ интернету                                             | 118384   |